# Questi nostri genitori
Questi nostri genitori (Das doppelte Lottchen) è un film del 1950 diretto da Josef von Báky. Presentato alla Mostra di Venezia 1951.

## Riconoscimenti
- Lola al miglior film 1951